# Mmh경산
주식회사 mmh경산은 경상북도 경산시의 기업으로 코리아와이드 투어(영어: Koreawide Tour)로 설립해 전세버스를 운영하는 운수회사로 2021년 5월 25일에 보유 차량이 경상남도 거제시 전세버스 기업인 한려관광에 매각했다.
2024년에 사명을 mmh경산으로 변경하였다.